# Episodi de I misteri di Murdoch (prima stagione)
In Italia la stagione è andata in onda a partire dal 6 giugno 2009 su Rai 3 che ha trasmesso tutti gli episodi tranne il n. 5 intitolato "Matrimonio di facciata" che è andato in onda in prima visione assoluta su Fox Crime.
| nº | Titolo originale            | Titolo italiano          | Prima TV Canada  | Prima TV Italia  |
| -- | --------------------------- | ------------------------ | ---------------- | ---------------- |
| 1  | Power                       | Quale futuro             | 24 gennaio 2008  | 6 giugno 2009    |
| 2  | The Glass Ceiling           | Incubo dal passato       | 31 gennaio 2008  | 13 giugno 2009   |
| 3  | The Knockdown               | Luci sul ring            | 7 febbraio 2008  | 20 giugno 2009   |
| 4  | Elementary, My Dear Murdoch | Incontro con gli spiriti | 14 febbraio 2008 | 11 luglio 2009   |
| 5  | Til Death Do Us Part        | Matrimonio di facciata   | 21 febbraio 2008 | 29 dicembre 2009 |
| 6  | Let Loose the Dogs          | Le colpe dei padri       | 28 febbraio 2008 | 18 luglio 2009   |
| 7  | Body Double                 | Morte sul palcoscenico   | 6 marzo 2008     | 25 luglio 2009   |
| 8  | Still Waters                | La macchina della verità | 13 marzo 2008    | 1º agosto 2009   |
| 9  | Belly Speaker               | Il burattino             | 20 marzo 2008    | 8 agosto 2009    |
| 10 | Child's Play                | Un segreto ripugnante    | 27 marzo 2008    | 15 agosto 2009   |
| 11 | Bad Medicine                | I presagi della medium   | 3 aprile 2008    | 22 agosto 2009   |
| 12 | The Prince and the Rebel    | Una vendetta reale       | 10 aprile 2008   | 29 agosto 2009   |
| 13 | The Annoying Red Planet     | Assassini occulti        | 17 aprile 2008   | 5 settembre 2009 |

## Quale futuro
- Titolo originale: Power
- Diretto da: Farhad Mann
- Scritto da: R.B. Carney

### Trama
Nella città di Toronto si discute sull'idea di abbandonare definitivamente l'uso della corrente continua, sponsorizzata da Thomas Edison in favore dell'innovativa corrente alternata, scoperta da Nikola Tesla. Durante una dimostrazione pubblica contro la presunta pericolosità della corrente alternata, organizzata dal signor Fawkes in accordo con la Compagnia Elettrica, Alice Howard, la miss incaricata di abbassare la leva del commutatore, muore fulminata al posto della cagnetta che avrebbe dovuto essere la vittima dimostrativa. Si pensa ad un tragico incidente, ma la faccenda è scottante perché in ballo c'è l'assegnazione del ricco contratto per l'illuminazione pubblica. In ogni caso il detective Murdoch scopre che il meccanismo usato è stato alterato e di lì a poco, con la collaborazione dello stesso Tesla, dimostra senz'ombra di dubbio che la morte di Alice è stata un omicidio. Quando l'autopsia condotta dalla dottoressa Ogden rivela che Alice era incinta di cinque settimane, sembra emergere anche un possibile movente: Daniel Pratt, direttore della Compagnia Elettrica, è un ricchissimo uomo d'affari e il consigliere Edwin Dodd, il cui voto sarebbe decisivo per l'assegnazione dell'appalto energetico, è un personaggio pubblico: entrambi sarebbero stati negativamente colpiti dallo scandalo.
Tuttavia ci sono anche altre possibilità: l'agente Crabtree ad esempio, malgrado la forte attrazione che prova per lei, si mette ad indagare sulla signorina Edna Garrison, appartenente alla Società per i Diritti degli Animali: la ragazza ha spesso manifestato contro l'uso dei cani come vittime delle dimostrazioni e Crabtree scopre infatti la sua partecipazione ad un tentativo di sabotaggio, che però non è stato portato a termine.
Una possibilità totalmente diversa si apre quando gli investigatori apprendono che in origine avrebbe dovuto essere il signor Dodd ad abbassare la leva mortale: il vero obiettivo dell'assassino sarebbe dunque lui. Murdoch e l'ispettore Brackenreid scoprono però che il consigliere era stato probabilmente corrotto, quindi non sarebbe stato necessario ucciderlo. A morire fulminato di lì a poco è invece Pratt, che aveva già confessato una sua breve relazione con Alice Howard ma che a causa delle sue condizioni fisiche non poteva essere il padre del bambino che lei aspettava. Per esclusione, gli investigatori sono infine in grado di attribuire a Dodd la morte del magnate, messa in atto per vendetta: con la complicità del signor Fawkes e grazie ad un apparecchio di registrazione messo a punto da Tesla, il consigliere viene incastrato tanto per corruzione quanto per omicidio.
Rimane però ancora insoluto il caso relativo ad Alice Howard. La sua compagna di stanza ha già raccontato che la ragazza aveva avuto parecchie relazioni, a volte anche con uomini sposati; ultimamente però c'era stato un uomo speciale, di cui lei aveva udito solo la voce al telefono. Seguendo questa pista Murdoch identifica l'amante segreto e il suo movente per l'omicidio: il signor Fawkes, il cui imminente matrimonio con una ricca ereditiera sarebbe stato impedito dallo scandalo. La compagna di stanza di Alice ne identifica la voce registrata, e al colpevole non resta che ammettere le proprie responsabilità.
Al termine dell'indagine Edna e Crabtree, sempre più attratti l'uno dall'altra, cercano di superare gli ostacoli e i malintesi che li avevano divisi, lasciando aperta la possibilità di rivedersi ancora.
- Altri interpreti: Dmitry Chepovetsky (Nikola Tesla), Tamara Hope (Edna Garrison), Patrick Garrow (Allen Fawkes), Alan C. Peterson (Edwin Dodd), David Hulband (Daniel Pratt), Kristin Fairlie (Petunia), Tamsen McDonough (Alice Howard)

## Incubo dal passato
- Titolo originale: The Glass Ceiling
- Diretto da: Shawn Alex Thompson
- Scritto da: Jean Greig, Cal Coons

### Trama
Mentre il detective Murdoch presenta la richiesta per essere promosso ispettore presso la Stazione n° 3, nell'ufficio dell'ispettore Brackenreid viene fatta una macabra consegna: un baule contenente il cadavere di un uomo, accompagnato da un minaccioso biglietto anonimo. Il morto è l'avvocato Percival Pollack. La moglie Clara lo ha visto per l'ultima volta una settimana prima: Pollack doveva partire per Montréal, dopo una breve sosta presso Gilbert Birkins, il socio con cui stava dando vita ad un'impresa per la commercializzazione di bici motorizzate. Birkins, la cui attività principale è quella di medico, conferma la visita e l'investimento da parte di Pollack per una grossa somma.
Poco tempo dopo un altro baule viene recapitato a casa di Brackenreid: questa volta il morto è il giudice Henry Scott e come la prima vittima è stato accoltellato al cuore con uno stiletto. Brackenreid riconosce il modus operandi di un criminale da lui arrestato cinque anni prima e condannato con la collaborazione di Pollack e di Scott: Walter Ayott, che uccideva in quel modo i suoi avversari e alla fine era stato incastrato per l'assassinio del marito della sua amante. Il caso era stato importante e aveva segnato il decollo per la carriera dell'ispettore, che con ogni probabilità è ora destinato a diventare la terza vittima.
Murdoch raccomanda prudenza e si mette a seguire con calma le prove; Brackenreid invece, più arrabbiato e impaziente che davvero spaventato, preferisce adottare metodi rudi, privi di mezze misure. Poiché Ayott risulta morto carbonizzato durante un tentativo di evasione, l'ispettore arresta Delmer Ward, uno dei suoi antichi complici, e lo mette sotto torchio. Ripetutamente malmenato, Ward finisce per indicare il covo di Ayott, dopo che una riesumazione ha dimostrato che il morto nell'incendio della prigione non era lui, bensì un altro detenuto di nome Vitacelli. L'indicazione però è una trappola mortale, dalla quale Brackenreid viene fortunosamente salvato ad opera di Murdoch.
Il detective, analizzando alcune larve d'insetto rinvenute sul primo cadavere, scopre anche che l'avvocato Pollack è morto in tempi diversi da quelli inizialmente ipotizzati: l'indagine pertanto deve essere totalmente reimpostata.
Quando Murdoch e Crabtree ritrovano il corpo di Ayott in una ghiacciaia nella fattoria di Birkins, sono finalmente in grado di ricostruire gli eventi: Pollack avrebbe voluto ritirarsi dall'affare delle motociclette, dato che il socio aveva già alle spalle parecchi fallimenti. A Birkins servivano però i suoi soldi: si era dunque rivolto ad Ayott (di cui in passato aveva firmato il falso certificato di morte, al posto dell'inetto collega con cui divideva lo Studio) e gli aveva affidato il lavoro sporco. L'ex detenuto aveva però approfittato dell'occasione per vendicarsi, uccidendo di sua iniziativa non solo l'avvocato Pollack ma anche il giudice Scott; Birkins allora aveva dovuto fermarlo, uccidendolo a sua volta.
 In città Brackenreid, che nel frattempo grazie alla dottoressa Ogden ha scoperto il collegamento esistente tra Ayott e Birkins, va da solo ad affrontare il dottore. Ne ottiene un'ufficiosa confessione, ma tentando di sottrarsi all'arresto Birkins lo ferisce in modo serio, seppur non mortale. Murdoch sopraggiunge appena in tempo per bloccare la fuga del colpevole.
 Rientrato in servizio dopo qualche giorno di convalescenza, Brackenreid fa in modo che Murdoch si convinca a rinunciare alla promozione e al trasferimento; gli tace però una spiacevole verità: la sua fede cattolica, in una città fortemente protestante come Toronto, è destinata a precludere al detective qualunque ambizioso avanzamento di carriera.
- Altri interpreti: Rick Roberts (dottor Gilbert Birkins), Sarah Orenstein (Clara Pollack), James Kirchner (il cocchiere), Dianne Latchford (signorina Gibson), Patrick Stevenson (Delmer Ward), Allan Royal (capo Stockton), Arwen Humphreys (Margaret Brackenreid), Daniel Fleming e John Fleming (i figli dei Brackenreid)

## Luci sul ring
- Titolo originale: The Knockdown
- Diretto da: Shawn Alex Thompson
- Scritto da: Alexandra Zarowny

### Trama
Il pugile di colore Amos Robinson viene ucciso nella sua stanza all'Hotel Prince Albert da un colpo di pistola che lo raggiunge al cuore. Del delitto viene accusata la moglie Fannie che ha tentato di fuggire dopo essere stata sorpresa accanto al cadavere con in mano l'arma del delitto. Il suo abito è sporco di sangue: spiega di essersi chinata sul corpo e Murdoch, incaricato dell'indagine, è propenso a crederle data la mancanza di schizzi caratteristici che lo sparo avrebbe certamente provocato. Tuttavia la donna viene arrestata e poiché nel caso entrano in gioco anche motivi razziali, ben pochi sono disposti a crederla innocente.
 Murdoch organizza dunque una serie di prove empiriche sulle macchie di sangue e sul rumore dello sparo che - data la coincidenza del delitto con i festeggiamenti per il compleanno della Regina - potrebbe esser stato confuso con il rumore dei fuochi d'artificio.
 Per Fannie il movente dell'omicidio sarebbe stata la gelosia, dato che Amos era sempre circondato da numerose ammiratrici; oppure la mancata promessa da parte di Amos di lasciare la boxe per iniziare con lei una vita nuova e diversa. Ci sono però altri che nei confronti di Amos Robinson avevano motivi di risentimento altrettanto gravi: il suo manager Ozzie Beers, che faticava a tenerlo sotto controllo; i numerosi sfidanti, tutti bianchi, che il pugile ha battuto nel tempo; qualche scommettitore deluso dal risultato degli incontri; qualche ammiratrice respinta, desiderosa di rifarsi per l'umiliazione.
 Alla fine Murdoch riesce a mettere ordine nella sua indagine, individuando chi avrebbe tratto il vantaggio maggiore dalla scomparsa di Amos. Il colpevole finisce per ammettere tutto, confidando di poter invocare la legittima difesa. Murdoch però dimostra anche che l'omicidio è stato decisamente premeditato.
- Altri interpreti: Andrew Hinkson (Amos Robinson), Mariah Inger (Fannie Robinson), Phillip Jarrett (Ozzie Beers), Mike Turner (Bob Sullivan), Marie-Joseè Colbert (Margaret Cutler), Frank Moore (Jeb Cutler)

## Incontro con gli spiriti
- Titolo originale: Elementary, My Dear Murdoch
- Diretto da: Don McBrearty
- Scritto da: Jason Sherman

### Trama
Il famoso scrittore Arthur Conan Doyle, in città per una conferenza sullo spiritismo, invita Murdoch ad una seduta spiritica tenuta dalla sensitiva Sarah Pensall.
La seduta dovrebbe servire perché Conrad Hunt possa mettersi in contatto con lo spirito del figlio James, morto due anni prima; ma a mettersi in contatto, a detta di Sarah, è uno spirito diverso: quello di una donna che racconta di essere stata uccisa e dà indicazioni sulla sepoltura del cadavere che in seguito si dimostrano esatte.
La vittima è Ida Winston, affiliata alla Società Paranormale di Toronto, di cui è presidente Fredrick Waters. La Società si propone di smascherare le frodi paranormali e di investigare sui fenomeni dubbi; pare che l'obiettivo di Ida Winston fosse proprio Sarah Pensall. Oltre a lei comunque ci sono altri sospetti e Murdoch, scettico riguardo al paranormale, preferisce esplorare tutte le piste più razionali. Ad esempio il marito di Ida ne osteggiava la partecipazione alla Società e poiché la donna aveva avuto una relazione con Fredrick Waters, un altro suo movente potrebbe essere stata la gelosia. Oppure l'omicidio è opera dello stesso Waters che, lasciato dall'amante, si è vendicato?
Quest'ultima pista decade quando anche Waters viene ucciso con la stessa pistola che già aveva sparato a Ida: e non si tratta di un suicidio.
Con l'aiuto di Sarah Pensall, Murdoch tende allora una trappola in cui il colpevole non tarda a cadere, confessando entrambi gli omicidi.
Nel corso dell'indagine Murdoch ha appurato che Sarah a volte ricorre a qualche piccolo trucco, ma buona parte del suo operato non trova una facile spiegazione. Lo scetticismo del detective viene definitivamente abbattuto quando la medium lo mette in contatto con la sua ex fidanzata Liza, morta di tubercolosi. Murdoch vorrebbe allora continuare con altre sedute, ma Liza si serve di Sarah solo per dirgli addio.
- Altri interpreti: Geraint Wyn Davies (Arthur Conan Doyle), Maria del Mar (Sarah Pensall), Dan Lett (Fredrick Waters), Tom Barnett (Conrad Hunt), Alec Poch-Goldin (Hubert Winston), Kerry Ann Doherty (Ida Winston), Natalie Roy (Liza)

## Matrimonio di facciata
- Titolo originale: Til Death Do Us Part
- Diretto da: Don McBrearty
- Scritto da: Janet MacLean

### Trama
La mattina del suo matrimonio con Eunice McGinty, il ricco Wendell Merrick viene trovato morto in sagrestia, poco prima dell'inizio della cerimonia, dal fratello Thomas e dal testimone Lawrence Braxton. Causa della morte è un trauma cranico e l'arma del delitto è un pesante crocifisso rinvenuto nella stessa sagrestia; orologio, portafoglio e gemelli della vittima risultano spariti. Poiché nella stanza del delitto c'è una finestra aperta, il principale sospettato per il crimine sembra essere il vecchio Dan, un mendicante che si aggirava intorno alla chiesa e che già aveva infastidito gli invitati al matrimonio. I preziosi scomparsi vengono rinvenuti in suo possesso, ma Dan sostiene di averli trovati.
 In ogni caso ci sono anche altre possibilità: il matrimonio avrebbe consentito a Wendell di entrare in possesso della propria eredità, ma non tutti erano favorevoli all'evento: non il fratello Thomas, che pure ha già ereditato la propria parte dell'azienda di famiglia, né l'amico-testimone Lawrence, che proprio quella mattina con Wendell aveva avuto un'accesa discussione. Gradualmente si scopre che il problema di fondo è dato dal fatto che quello di Wendell sarebbe stato un matrimonio di convenienza (fortemente voluto dall'austera madre), organizzato per coprire la sua omosessualità. La stessa Eunice, interrogata in proposito, ammette di aver nutrito qualche sospetto, ma per gli investigatori è difficile appurare qualcosa di più certo: non si sa chi potesse essere l'amante di Wendell (benché l'autopsia abbia rivelato che l'uomo ha avuto un rapporto sessuale poco prima di essere ucciso) e il reverendo Franks, che avrebbe dovuto celebrare le nozze, si trincera dietro la discrezione richiesta al suo ruolo di padre spirituale.
 Come mossa estrema Murdoch decide di infiltrarsi nella Tennis Club House cittadina, che in realtà è un circolo per omosessuali benestanti. Lì incontra Jeffrey, un buon amico del morto, e servendosi di uno stratagemma riesce a farsi confermare che l'amante di Wendell Merrick era Lawrence Braxton. Quando però Murdoch va a casa dell'uomo per interrogarlo nuovamente, lo trova morto impiccato: si tratta senza dubbio di un suicidio, tuttavia non ci sono prove per attribuire a Lawrence la morte di Wendell. La moglie di Braxton era al corrente della situazione, la tollerava e si accontentava di aver avuto un figlio; inoltre, dopo le nozze di Wendell, i due uomini avrebbero potuto sfruttare i vantaggi dei loro matrimoni di facciata per continuare a frequentarsi tranquillamente. Murdoch decide dunque di accantonare il movente della gelosia e di privilegiare la pista del denaro: inizia così ad indagare su Eunice McGinty, la fidanzata che Wendell aveva conosciuto in chiesa tramite l'amica Daisy e il fratello Thomas.
 Se Eunice voleva impadronirsi dei beni di Wendell, sarebbe strano che lo avesse ucciso prima del matrimonio; Murdoch tuttavia scopre nel passato della donna elementi che rivelano una situazione più complessa e che finalmente portano l'indagine sulla strada giusta. Eunice è in realtà Bridget Kline: ha assunto l'identità di un'orfana, impiegata all'Ovest come dama di compagnia, morta sei mesi prima. Ufficialmente la ragazza si sarebbe suicidata, ora però sulla sua morte sorgono parecchi dubbi.
 Eunice/Bridget è in realtà fidanzata con Thomas Merrick e con lui aveva cospirato per impadronirsi dell'intera eredità. Wendell sarebbe dovuto morire qualche tempo dopo il matrimonio, ma la sua intenzione di annullare la cerimonia aveva forzato la mano di Thomas, che aveva finito per ucciderlo, simulando poi un tentativo di rapina. È stato Thomas infatti a gettare dalla finestra della sagrestia i preziosi poi ritrovati dal vecchio Dan.
 Gli investigatori riescono a fermare Bridget quando già la donna si preparava a fuggire da Toronto dopo aver avvelenato anche Thomas, ormai scomodo testimone.
 Il caso è chiuso ma si è rivelato essere un tragico viluppo di eventi: Wendell non era interessato ad entrare nell'azienda di famiglia che invece per Thomas era una sorta di ossessione, mentre Thomas era del tutto indifferente alla omosessualità del fratello: forse niente sarebbe accaduto se la signora Merrick non si fosse intestardita a voler salvaguardare le apparenze e l'onore della famiglia.
 Al termine dell'indagine Murdoch deve fare i conti con qualche scrupolo di coscienza: si sente parzialmente responsabile per l'inutile morte di Lawrence Braxton; inoltre la questione dell'omosessualità gli pone parecchi interrogativi: educazione e moralità lo portano a condannarla, ma il suo personale senso di umanità e giustizia lo spinge verso una maggior apertura mentale.
- Altri interpreti: Joel Keller (Thomas Merrick), Waneta Storms (Eunice McGinty), James Gallanders (padre Franks), Natalie Radford (Daisy Hanson), Steve Cumyn (Lawrence Braxton), Doug McGrath (il vecchio Dan), Shawn Campbell (Jeffrey), Gema Zamprogna (Cecile Braxton), Jeri Craden (signora Merrick), Zack Keller (Wendell Merrick)

## Le colpe dei padri
- Titolo originale: Let Loose the Dogs
- Diretto da: Don McBrearty
- Scritto da: Jean Greig e Cal Coons

### Trama
Il corpo di un uomo viene ritrovato riverso in un ruscello in mezzo al bosco: non è annegato, lo ha ucciso un forte colpo alla testa. Si tratta di John Delaney che la sera precedente, scommettendo sui combattimenti di rat-baiting, aveva vinto una grossa somma: il denaro risulta scomparso. Poco lontano dal cadavere viene ritrovato un altro uomo privo di sensi, un ubriacone che durante i combattimenti della sera prima aveva litigato con la vittima, sostenendo di esser stato truffato.
 Con una certa sorpresa il detective Murdoch, a cui il caso è stato affidato, riconosce nell'ubriaco il proprio padre Harry, che non vedeva da molti anni. Murdoch nutre verso di lui vecchi rancori, lo ritiene responsabile della morte di sua madre e cerca quindi di essere sollevato dall'indagine; Brackenreid però, confidando nella professionalità del sottoposto, rifiuta decisamente.
 Harry in ogni caso è il principale indiziato e Murdoch, dopo essersi fatto riconoscere, non gli risparmia domande dure e incalzanti che però non portano a nulla di conclusivo. L'indagine va dunque approfondita e Murdoch si reca nella bettola del signor Newcombe, dove i combattimenti vengono organizzati. Qui ha modo di interrogare Phillip Delaney, il figlio della vittima che ha rinvenuto il corpo: il ragazzo pare ritardato, il padre lo maltrattava e la sua unica amica è la signora Jess Lacey, moglie di Walter (un dipendente di Newcombe) che si occupa della cucina. Phillip in realtà è una sorta di idiot savant dotato di ottima memoria e capace di grande esattezza nel calcolo dei tempi: grazie a lui Murdoch riesce a ricostruire perfettamente tutti i movimenti della sera del delitto.
 Accettando con riserva la possibilità che la sbronza abbia impedito ad Harry di essere il vero assassino, Murdoch si mette alla ricerca di moventi più convincenti e ne trova almeno uno: Walter Lacey drogava i cani per conto di Delaney e di Newcombe; gli incontri sono davvero una truffa e una lite tra Newcombe (che voleva essere più prudente) e Delaney (che invece si faceva trascinare dall'avidità) potrebbe essere la causa del delitto. Tuttavia in base alla tabella oraria ricostruita con l'aiuto di Phillip, Newcombe viene scagionati e Murdoch scopre un breve lasso di tempo in cui i movimenti di Delaney, poco prima di essere ucciso, non sono noti.
 Grazie ad una piccola abrasione rinvenuta dalla dottoressa Ogden sul petto del cadavere, si arriva a colmare la lacuna: Delaney aveva aggredito e violentato Jess. Il marito, che viene ritrovato in possesso tanto del denaro scomparso quanto di un attrezzo che potrebbe essere l'arma del delitto, ha forse ucciso per vendetta e gelosia. Ma a sorpresa, è la stessa Jess che si dichiara colpevole.
 Murdoch però verifica che la confessione resa non corrisponde ai fatti rilevati e conclude che la donna stia coprendo qualcuno: qualcuno a cui vuole bene e che, a differenza del marito, avrebbe difficoltà a difendersi da solo. Infatti è Phillip che ha ucciso Delaney, dopo aver assistito alla sua aggressione a Jess. Il ragazzo ha agito per lealtà ed affetto, non per malvagità, e non si rende pienamente conto delle conseguenze di ciò che ha fatto: probabilmente riuscirà ad ottenere attenuanti sufficienti a tenerlo lontano dalla forca, e Jess non lo abbandonerà.
 Il caso è chiuso e Harry viene rilasciato. Prima di congedarsi riesce finalmente a farsi ascoltare e racconta al figlio la propria versione dei fatti relativi alla morte della moglie: e Murdoch scopre che le cose non erano andate come aveva sempre pensato. Suo padre ha molti difetti e debolezze, ma non è colpevole: Murdoch inizia dunque a riconciliarsi con lui e con il passato, prima che l'uomo parta per l'Ovest in cerca di lavoro.
- Altri interpreti: Stephen McHattie (Harry Murdoch), Dylan Taylor (Phillip Delaney), Michael Rhoades (John Delaney), Lindsey Connell (Jess Lacey), Shane Daly (Vincent Newcombe), Billy MacLellan (Walter Lacey), Taryn Ash (la madre di Murdoch), Jacob Ewaniuk (William Murdoch bambino)

## Morte sul palcoscenico
- Titolo originale: Body Double
- Diretto da: Shawn Alex Thompson
- Scritto da: R.B. Carney

### Trama
In una serata di pioggia battente l'ispettore Brackenreid si reca a teatro per assistere ad una rappresentazione del Macbeth in cui recita la sua attrice preferita, l'ormai attempata Stella Smart.
 Ad un certo punto lo spettacolo viene interrotto da un macabro evento: dal solaio fradicio cade sul palcoscenico un cadavere mummificato. Le successive analisi della dottoressa Ogden portano a concludere che si tratta di un uomo, morto da non meno di un anno; un frammento di giornale con la data 11 maggio 1892 precisa l'intervallo temporale e una dentiera ritrovata sul cadavere porta all'identificazione di Virgil Smart, il marito di Stella morto proprio quel giorno. Ma i fatti non tornano: la vittima mummificata è stata accoltellata al cuore mentre Virgil dovrebbe essere deceduto per infarto. Dalla sua tomba viene riesumato il corpo di uno sconosciuto.
 Si ipotizza che dietro l'omicidio di Virgil possa esserci stato un progetto di espansione edilizia nel centro di Toronto, proprio laddove sorge il teatro (di proprietà degli Smart), che comunque non è stato né venduto né demolito.
 Alla fin fine gli unici ad essere in possesso di informazioni potenzialmente utili sono gli attori della compagnia: la stessa Stella, il suo nuovo marito Arthur (ben più giovane di lei), la signorina Granger e il suo fidanzato David. Con il loro aiuto Murdoch ricostruisce gli eventi del giorno fatale: anche allora gli attori erano impegnati nelle prove del Macbeth; Virgil si era chiuso nel suo ufficio e quando aveva tardato ad arrivare, gli altri erano saliti da lui. Avendo trovato la porta chiusa, per sfondarla si erano avvalsi dell'aiuto dell'agente Morrison, il poliziotto di guardia fuori dal teatro. Avevano trovato Virgil riverso sulla scrivania e di lì a poco il dottor Watkins, chiamato in tutta fretta, ne aveva constatato la morte per attacco cardiaco.
 Le testimonianze dei quattro attori, troppo simili tra loro anche nell'uso delle parole, suscitano i sospetti degli investigatori; inoltre è chiaro che il dottor Watkins, per aver formulato quella diagnosi, deve aver esaminato non il cadavere del vero Virgil, bensì quello dello sconosciuto poi sepolto nella sua tomba.
 Mentre la dottoressa Ogden cerca di ricreare l'aspetto del morto ignoto tramite una ricostruzione facciale, lo scambio di cadaveri (per modi e tempi) fa ipotizzare l'esistenza di un nascondiglio. Dietro una libreria Murdoch trova infatti l'accesso ad una saletta attigua all'ufficio di Virgil, forse da lui usata come nido d'amore; rinviene anche tracce (sangue, un bicchiere infranto) sufficienti a concludere che quella è la vera scena del delitto.
 Con vari stratagemmi gli investigatori raccolgono le impronte digitali degli attori e riescono a dimostrare che tutti sono stati nel nascondiglio. Quando la ricostruzione facciale della dottoressa Ogden permette di identificare il corpo della tomba come quello di Edward Green, un aspirante attore che in passato aveva gravitato attorno al teatro, Murdoch è finalmente in grado di ricreare la sequenza di eventi che portarono alla morte violenta di Virgil Smart.
 L'uomo, donnaiolo impenitente, era stato sorpreso dalla moglie sul punto di sedurre la signorina Granger; in preda alla furia, Stella aveva infranto il bicchiere, poi aveva pugnalato a morte il marito. Per non perdere il teatro, gli attori si erano stretti in una sorta di congiura, coprendo il delitto e mettendo in atto la sostituzione dei corpi, agevolata dal fatto che il povero Eddie non aveva né amici né famiglia: nessuno lo avrebbe cercato.
 Triste e deluso, ma ancora animato da un pizzico dell'antica ammirazione, Brackenreid scorta Stella Smart nel suo ultimo viaggio verso la prigione.
 Murdoch invece, turbato dal pensiero che la sorte abbia privato Edward Green della carriera cui aveva aspirato e - per un certo periodo - persino di una tomba, fa in modo di procurargli finalmente una decorosa sepoltura.
- Altri interpreti: Kate Trotter (Stella Smart), Paul Miller (Arthur Wellesley), Amy Rutherford (Ellen Granger), David Christo (David Martin), Marty Moreau (agente Morrison), Anthony Dunn (il dentista Murphy)

## La macchina della verità
- Titolo originale: Still Waters
- Diretto da: Don McBrearty
- Scritto da: Derek Schreyer

### Trama
Alla Stazione Quattro, con grande divertimento dei presenti, Murdoch sta sperimentando la sua più recente creazione: lo pneumografo, una macchina in grado di accertare scientificamente se un interrogato stia mentendo o meno. L'interessante dimostrazione viene però forzatamente interrotta: alcuni bambini hanno trovato il corpo di un uomo nelle acque del lago e i poliziotti devono tornare al lavoro. 
 La vittima, in acqua da ore, è stata picchiata e annegata. Si tratta del ricco Richard Hartley, uno dei canottieri della Società Reale; in assenza di altri congiunti, il riconoscimento del cadavere viene fatto dalla fidanzata, la bella e aristocratica Minerva Fairchild.
 In vista degli allenamenti per le Olimpiadi, Richard era di recente entrato nella squadra di canottaggio; pare avesse avuto qualche contrasto con l'allenatore Kane, ma il più probabile sospetto per il delitto è il giovane Horace Briggs: suo era il posto preso in squadra da Richard. Horace però è un semplice plebeo e lavora al Circolo come giardiniere, quindi Murdoch si chiede se le prove che sembrano incriminarlo (il risentimento, un remo scheggiato che corrisponde alle abrasioni sul cadavere) siano concrete o corrispondano alla volontà di incastrare un "estraneo".
 Proseguendo nell'indagine Murdoch scopre che la sera prima del ritrovamento del corpo Richard aveva partecipato ad un'iniziazione studentesca che, date le circostanze, potrebbe esser sfuggita di mano. Con l'aiuto del dottor Tash, ex compagno d'Università della dottoressa Ogden, rintraccia anche la scena del presunto crimine. Ma gli elementi a sua disposizione non sono ancora sufficienti. Poiché i componenti della squadra di canottaggio non sembrano intenzionati a parlare, Murdoch li porta alla Stazione e usa su di loro la sua macchina della verità. Con un pizzico di intimidazione li porta ad ammettere l'iniziazione, sfociata in una vera e propria aggressione secondo il piano dell'allenatore Kane, che non voleva Richard in squadra. Le qualità di Horace come canottiere erano nettamente superiori e la sostituzione con Richard era una seria minaccia per la vittoria olimpica. In preda al panico Richard era poi fuggito, gettandosi in acqua: i ragazzi non sanno altro.
 In base alle prove Murdoch dubita però che l'omicidio sia avvenuto sul lago: tracce di olio alla lavanda rinvenute nei polmoni di Richard suggeriscono che il crimine abbia piuttosto avuto luogo in una delle vasche da bagno nella foresteria del Circolo Canottieri.
 Rintracciata la stanza, Murdoch verifica che il luogo era stato approntato per un convegno romantico. Trova anche parecchi mozziconi delle sigarette abitualmente fumate da Minerva Fairchild e da lei riesce a farsi raccontare qualcosa. Minerva sostiene di aver atteso lì Richard per comunicargli la sua intenzione di lasciarlo; furibondo, l'uomo l'aveva aggredita ma quando lei, spaventata, era fuggita, era ancora vivo.
 Murdoch non crede che Minerva gli abbia raccontato l'intera verità e quando sulla scena del delitto trova tracce di farina d'ossa, usata come fertilizzante, è in grado di ricostruire una storia diversa.
 È Horace che ha commesso l'omicidio. Richard aveva scoperto la relazione tra lui e la sua fidanzata: per vendicarsi lo aveva fatto cacciare dalla squadra, prendendone il posto. Ma anche Minerva doveva pagare per il tradimento: Horace è intervenuto mentre Richard stava picchiando la ragazza; dopo la fuga di lei, lo aveva annegato nella vasca.
 Horace ammette tutto, ma sostiene fermamente che Minerva era all'oscuro del tragico epilogo. Purtroppo, nemmeno lui sapeva che la ragazza aveva già lasciato Richard: a conti fatti, l'omicidio non sarebbe stato necessario.
 Al termine dell'indagine Minerva Fairchild, privata dell'uomo che amava e di nuovo costretta negli obblighi imposti dal suo rango sociale, non può far altro che raccogliere i pezzi della propria vita e tentare di ricominciare.
- Altri interpreti: Charlotte Sullivan (Minerva Fairchild), Corey Sevier (Horace Briggs), Steven McCarthy (dottor Isaac Tash), James Downing (allenatore Kane), Christopher Cordell (Richard Hartley), Jon Cor (Pearson), Robbie Amell (Wallace Driscoll), Kent Staines (Owens), Kyle Patrick Clarke e Aaron Brand (i bambini)

## Il burattino
- Titolo originale: Belly Speaker
- Diretto da: Farhad Mann
- Scritto da: Larry Lalonde, Philip Bedard

### Trama
Lo scrittore Arthur Conan Doyle ritorna a Toronto per seguire da vicino le indagini del detective Murdoch, a cui vuole ispirarsi per il suo nuovo libro. Il nuovo caso di Murdoch riguarda l'omicidio di Rod Grimsby, morto dopo avere ingerito della vernice. Nella stessa stanza del cadavere è però nascosto anche il figlio della vittima, Harcourt, un ventriloquo che tramite il suo inquietante pupazzo Mycroft confessa l'omicidio.
- Altri interpreti: Geraint Wyn Davies (Arthur Conan Doyle), Gavin Crawford (Harcourt / Mycroft Grimesby), Duncan McLeod (Roderick Grimesby), Stephen Jackson (Stanley Paulk), Marilla Wex (Emmy Paulk), Eric Woolfe (burattinaio - fuori scena)

## Un segreto ripugnante
- Titolo originale: Child's Play
- Diretto da: Shawn Alex Thompson
- Scritto da: Alexandra Zarowny

### Trama
L'industriale e filantropo Howard Rookwood sembra essere stato ucciso da un bambino o da un gruppo di bambini, forse gli stessi che lavorano a Baker House, una fabbrica di colla di sua proprietà. Le indagini di Murdoch getteranno una nuova luce sulla figura del filantropo e sul suo rapporto con la figlia adottiva Eva.
- Altri interpreti: Daniel Fathers (Calvin Baker), Robert Dodds (Howard Rookwood), Catherine Fitch (Flora Rookwood), Zoe Cleland (Eva Rookwood), Richard Waugh (Peter Watt), Jesse Bostick (Charlie), Rick Howland (Miles Gorman)

## I presagi della medium
- Titolo originale: Bad Medicine
- Diretto da: John L'Ecuyer
- Scritto da: Derek Schreyer

### Trama
Una serie di omicidi sconvolge l'Istituto Greyson, ente specializzato nella ricerca sulle funzioni cerebrali. La medium Sarah Pensell racconta a Murdoch di avere avuto delle visioni sugli omicidi commessi nell'istituto, compreso quello futuro dello stesso detective.
- Altri interpreti: Maria del Mar (Sarah Pensell), Michael Riley (dottor Burrit Grayson), Stephen Bogaert (Richard Binney), Roger Clown (Francis Grout), Jane Maggs (Emily Pringle), Levi MacDougall (Nathaniel Horton), Catherine McGregor (Katherine Barrington), Robert Clarke (Andrew Nesbitt)

## Una vendetta reale
- Titolo originale: The Prince and the Rebel
- Diretto da: John L'Ecuyer
- Scritto da: Alexandra Zarowny

### Trama
A Toronto arriva il Principe Alfred, nipote della Regina Vittoria ed è necessario organizzare la sua protezione: cosa non facile, date le abitudini abbastanza libere del nobile personaggio, che non disdegna donne, alcol e feste. Dietro richiesta di David Jennings, segretario particolare del Principe, il compito viene affidato a Murdoch e a Crabtree; quest'ultimo però rimane solo quando il detective viene chiamato ad indagare su di un omicidio.
 La vittima è Margaret Gilpatrick, una ragazza di origine irlandese che è stata strangolata. Alcune tracce rinvenute sul cadavere (un anello, un tatuaggio) sembrano metterla in relazione con la Fratellanza Repubblicana Irlandese, un'organizzazione antimonarchica la cui attività potrebbe minacciare il Principe nel corso della sua visita.
 L'indagine mette in luce che Maggie aveva rapporti difficili tanto con il padre quanto con il fidanzato John Tucker, e che forse la ragazza si era allontanata dalla Fratellanza: ma non c'è nulla di veramente conclusivo. Per cercare di saperne di più Murdoch entra in contatto con Eddie Cullen, suo vecchio amico: l'uomo, attualmente proprietario di un pub frequentato da Maggie e da John Tucker, ha alle spalle tragici eventi: la sua famiglia è rimasta uccisa in Irlanda, all'interno di una chiesa incendiata perché reputata un rifugio della Fratellanza. Eddie dunque non guarda con favore alla monarchia; in mancanza di prove certe a suo carico Murdoch è però costretto a sospendere il giudizio su di lui.
 Un impulso fondamentale all'indagine arriva dall'autopsia sul corpo di Maggie: nello stomaco della ragazza viene trovata la chiave di lettura di un codice che, una volta correttamente decrittato, illustra tutti gli spostamenti del Principe in città. Grazie a ciò è possibile sventare un primo attentato dinamitardo: nell'esplosione della carrozza reale rimane ucciso solo l'attentatore, John Tucker. Di lì a poco tuttavia il Principe viene rapito assieme a Murdoch: un drammatico assalto e l'incendio della fattoria fuori città in cui sono stati portati conclude la triste vicenda, e mette in luce le varie responsabilità per gli attentati.
- Altri interpreti: Chad Connell (principe Alfred), Chris Gascoyne (David Jennings), Vincent Walsh (Eddie Cullen), Robyn Thaler Hickey (Maggie Gilpatrick), Michael Hanrahan (Daniel Gilpatrick), Amber Cull (Ann Ryan), Kenneth Delaney (John Tucker), Melissa Kramer, Ashleigh Hubbard, Tijana Arnautovic (le ragazze della festa)

## Assassini occulti
- Titolo originale: The Annoying Red Planet
- Diretto da: Shawn Alex Thompson
- Scritto da: Paul Aitken

### Trama
In un campo fuori città il signor Henri Gaston viene ritrovato impiccato ad un albero. La posizione del corpo, molto in alto rispetto al terreno, suscita qualche perplessità, tanto più che l'autopsia chiarisce che non si è trattato di un suicidio: il collo della vittima era già rotto prima dell'impiccagione e a terra non vi sono tracce. Quando si scopre che Gaston aveva segnalato strani fenomeni avvenuti nella sua proprietà e che credeva alla presenza di entità extraterrestri, l'agente Crabtree ipotizza l'intervento dei marziani. Murdoch invece preferisce un approccio più scientifico al problema e ricostruisce uno dei modi in cui il corpo avrebbe potuto finire sull'albero.
L'operazione avrebbe richiesto l'intervento di più persone: cosa che sembrerebbe chiamare in causa i fratelli MacIsaac, proprietari dei terreni confinanti con quello di Gaston, a lui ostili per motivi economici. Una Compagnia d'investimenti, gestita da Terrence Meyers, sarebbe stata infatti interessata all'acquisto dei terreni dell'intera valle al fine di costruire una diga. Gaston però si opponeva al progetto e rifiutava di vendere.
 La situazione si complica quando i cadaveri di una mucca e di un uomo vengono ritrovati svuotati delle rispettive viscere. I marziani sembrano riproporsi all'interno dell'indagine, tuttavia si scopre anche che la vittima più recente era un truffatore di nome Claude Benoit, già ricercato a Toronto: sotto falso nome era entrato in contatto con Gaston, spacciandosi per uno studioso di Marte. Sembra dunque che qualcuno abbia cercato di incentivare le ossessioni di Gaston al fine di scoraggiarne l'ostinazione, ottenendo però l'effetto contrario.
 Ulteriori indagini conducono Murdoch ad una diversa soluzione: gli avvistamenti e gli strani fenomeni segnalati sono in realtà riconducibili ad intrighi governativi e alla sperimentazione di un'arma militare. Lo stesso Meyers, probabilmente un agente segreto, rivela alle forze dell'ordine il minimo indispensabile per concludere che la morte di Gaston è dovuta ad uno scambio di identità e ad uno sfortunato incidente. La maggior parte della spinosa faccenda viene semplicemente messa a tacere.
- Altri interpreti: Robert Racki (Henri Gaston), Julia Lefebre (Adrienne Gaston), Thomas Mitchell (Jake MacIsaac), Grahame Wood (Kirk MacIsaac), Genadijs Dolganovs (professor Skrzhinsky), Ian Downie (l'anziano agricoltore), Joan Heney (la moglie dell'agricoltore), Peter Keleghan (Terrence Meyers), Allan Royal (capo Stockton)